# هوندا سي بي أر 600 أف
هوندا سي بي أر 600 أف (بالإنجليزية: Honda CBR600F)‏ هي دراجة نارية من تصنيع هوندا.